# Erwin Lendvai
Erwin Lendvai (Budapest, 4 giugno 1882 – Londra, 31 marzo 1949) è stato un compositore ungherese.

## Biografia
Era zio del compositore Kamilló Lendvay.
Diplomatosi nel 1901 al liceo classico, si è laureato alla National Music Academy di Budapest, studiando sotto la guida di Hans von Koessler. Grazie ad una borsa di studio ha studiato con Giacomo Puccini a Milano, nel Paese di origine della madre.
Dal 1906, visse in Germania, dove iniziò la sua carriera di insegnante. 
Insegnò dapprima alla Scuola di ritmica di Hellerau, vicino a Dresda, assieme al compositore Émile Jaques-Dalcroze; a Hellerau (1913-1914), conobbe e sposò la fotografa Erna Lendvai-Dircksen. In seguito si è trasferito al Conservatorio di Berlino come professore di composizione (1919-1922), e infine è stato docente di teoria e canto corale alla Volksmusikschule di Amburgo (1923).
Tra le sue numerose attività nel campo musicale, annoveriamo la direzione della Società musicale a Coblenza e la direzione del coro popolare di Monaco di Baviera, di Saarbrücken e di Erfurt.
Nel 1933, emigrò dalla Germania, a causa del regime nazista, dapprima in Svizzera e poi in Inghilterra, dove 
lavorò come insegnante di musica a Kenninghall. Dopo la guerra, ha diretto il Gyor Conservatory of Music. Si interessò alla musica di Béla Bartók.
Tra le sue composizioni, annoveriamo: musica corale, una sinfonia, danze arcaiche, Scherzo per orchestra, tre pezzi per organo op. 4, musica da camera, varie opere, tra le quali Elga (1916).
Nelle quattrocentocinquanta opere corali ha cercato una sintesi tra la musica tardo medioevale, la polifonia a cappella e lo stile contemporaneo.
Come editore, ha pubblicato una raccolta di musica corale polifonica (1928) e ha scritto assieme a Carl Hannemann e a Walter Rein il libro Lobeda-Singebuchs (1931-1933).